# Prix d'entraîneur de l'année FIFA
Le prix d'entraîneur de l'année FIFA est désigné chaque année par la FIFA au terme d'un vote impliquant les journalistes, sélectionneurs nationaux et capitaines. Cette distinction a existé de 2010 à 2015. À partir de 2016, elle a été remplacée par The Best, Entraîneur de la FIFA.

## Entraîneur de l’année FIFA pour le football masculin
Le palmarès du football masculin s'établit comme suit :
| Année | Vainqueur          | Club/Sélection          | Deuxième           | Club/Sélection                    | Troisième       | Club/Sélection    |
| ----- | ------------------ | ----------------------- | ------------------ | --------------------------------- | --------------- | ----------------- |
| 2010  | José Mourinho      | Inter Milan Real Madrid | Vicente del Bosque | Équipe d'Espagne                  | Josep Guardiola | FC Barcelone      |
| 2011  | Pep Guardiola      | FC Barcelone            | Alex Ferguson      | Manchester United                 | José Mourinho   | Real Madrid       |
| 2012  | Vicente del Bosque | Équipe d'Espagne        | José Mourinho      | Real Madrid                       | Pep Guardiola   | FC Barcelone      |
| 2013  | Jupp Heynckes      | Bayern Munich           | Alex Ferguson      | Manchester United (ex-entraîneur) | Jürgen Klopp    | Borussia Dortmund |
| 2014  | Joachim Löw        | Équipe d'Allemagne      | Carlo Ancelotti    | Real Madrid                       | Diego Simeone   | Atlético Madrid   |
| 2015  | Luis Enrique       | FC Barcelone            | Pep Guardiola      | Bayern Munich                     | Jorge Sampaoli  | Équipe du Chili   |

## Entraîneur de l’année FIFA pour le football féminin
Le palmarès du football féminin s'établit comme suit :
| Année | Vainqueur       | Club/Sélection        | Deuxième        | Club/Sélection                         | Troisième    | Club/Sélection        |
| ----- | --------------- | --------------------- | --------------- | -------------------------------------- | ------------ | --------------------- |
| 2010  | Silvia Neid     | Équipe d'Allemagne    | Maren Meinert   | Équipe d'Allemagne des moins de 20 ans | Pia Sundhage | Équipe des États-Unis |
| 2011  | Norio Sasaki    | Équipe du Japon       | Pia Sundhage    | Équipe des États-Unis                  | Bruno Bini   | Équipe de France      |
| 2012  | Pia Sundhage    | Équipe des États-Unis | Norio Sasaki    | Équipe du Japon                        | Bruno Bini   | Équipe de France      |
| 2013  | Silvia Neid     | Équipe d'Allemagne    | Ralf Kellermann | VfL Wolfsbourg                         | Pia Sundhage | Équipe de Suède       |
| 2014  | Ralf Kellermann | VfL Wolfsbourg        | Maren Meinert   | Équipe d'Allemagne des moins de 20 ans | Norio Sasaki | Équipe du Japon       |
| 2015  | Jill Ellis      | Équipe des États-Unis | Norio Sasaki    | Équipe du Japon                        | Mark Sampson | Équipe d'Angleterre   |